# Morino Toru
Toru Morino (sinh ngày 12 tháng 5 năm 1987) là một cầu thủ bóng đá người Nhật Bản.

## Sự nghiệp câu lạc bộ
Toru Morino đã từng chơi cho Júbilo Iwata.